# 阿瑟·畢傑·查理
阿瑟·畢傑·查理（Arthur Beecher Carles；1882年─1952年）是一位美國現代藝術畫家。
他在賓州的費城出生，在1900年到1907年間就讀於宾夕法尼亚美术学院並師事托马斯·安舒茨、休·布瑞肯尼吉（Hugh Breckenridge）、亨利·馬卡特（Henry McCarter）、西西莉亞·包斯與威廉·馬里特·切斯。在1907年，他旅居法國。
1910年3月，他的作品在紐約市的291藝廊參與了團體展，其中包括了知名的《較年輕的美國畫家們》（Younger American Painters），由於作品受到好評，在1912年1月，291畫廊替他舉辦了第一次個展。該年6月，他返回法國，在1913年參加了军械库展览会。
1917年到1925年，阿瑟回到賓州藝術學院任教。1941年12月，由於中風導致殘疾，在1952年過世。

## 外部連結
- Arthur B. Carles Biography: Hollis Taggart Galleries